# Gufw
Gufw es una interfaz gráfica de software libre para ufw (Uncomplicated FireWall), publicado por primera vez en Ubuntu 8.04.
Ubuntu Hardy Heron introdujo la herramienta ufw de línea de comandos que facilitaba la configuración de las reglas de Iptables. Sin embargo la línea de comandos de ufw aún era muy complicada para la gente. 
Con Gufw se puede prescindir de la consola, usando el motor de ufw. Es más sencillo activar/desactivar el cortafuegos, añadir reglas que nieguen/permitan/limiten puertos/ips o borrar conjuntos de reglas creadas. Permite configurar el nivel de registro de ufw, y mantiene su propio registro de operaciones realizadas.
Es ideal para personas sin conocimientos del funcionamiento de un cortafuegos.

## Implementación
Está hecho en lenguaje Python, junto con Glade para la interfaz gráfica.

## Instalación
Gufw está en los repositorios oficiales.
La instalación se hace instalando el paquete gufw desde los repositorios. Es necesario el uso de Ubuntu 8.04 Hardy Heron o superior, que es donde se incluye por primera vez ufw.

## Gestión de recursos
Gufw hace uso de Launchpad para la gestión de los recursos. En ella se puede hacer un seguimiento o aviso de bugs, roadmap y traducción a otros idiomas. 